# Muerte en deportes de motor

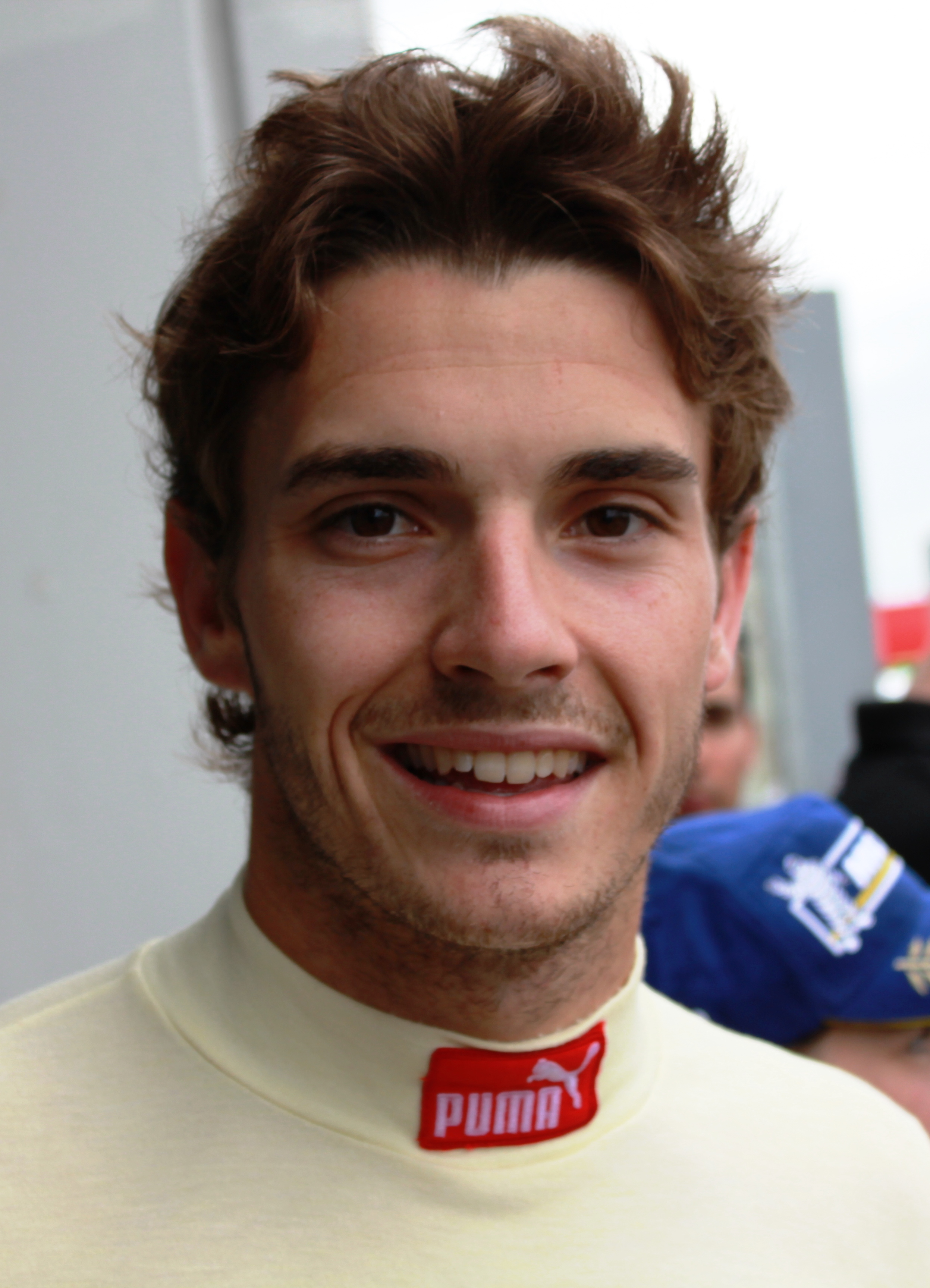
Jules Bianchi, última muerte en Fórmula 1, ocurrida tras un accidente en Suzuka.

Los deportes de motor son extremadamente peligrosos tanto para los pilotos como para los espectadores, mecánicos y auxiliares de pista. Algunos de los factores que causan dicho peligro son la alta velocidad que desarrollan los vehículos de carreras y la utilización de combustibles. Aunque las medidas de seguridad han progresado a lo largo de las décadas, frecuentemente ocurren colisiones, incendios y otros accidentes que causan lesiones e incluso muertes.
La gran cantidad de muertes ha causado que las competiciones de motor hayan sido prohibidas por el Estado en distintos períodos, como ocurre desde la década de 1950 con las carreras en circuitos en Suiza.
Para evitar muertes, los organizadores de competiciones de motor han incorporado elementos de seguridad tales como casco, buzo antiflama, cinturón de seguridad, collarín y jaula antivuelco. También han evolucionado las pistas, que han ido incorporando zonas de escape de gravilla o asfalto, muros y mallas de contención, centros hospitalarios, y servicios de rescate y ambulancia.

## Grandes Premios y Fórmula 1
Algunos pilotos de Gran Premio que murieron en accidentes han sido Antonio Ascari en 1925 y Achille Varzi en 1948.
Desde la creación del Campeonato Mundial de Pilotos de Fórmula 1 en el año 1950, han muerto 26 pilotos por accidentes en Grandes Premios, entre ellos Luigi Musso y Peter Collins en 1958, Wolfgang von Trips en 1961, Lorenzo Bandini en 1967, Jochen Rindt en 1970, François Cevert en 1973, Peter Revson en 1974, Mark Donohue en 1975, Tom Pryce en 1977, Ronnie Peterson en 1978, Patrick Depailler en 1980, Riccardo Paletti y Gilles Villeneuve en 1982, Elio de Angelis en 1986, Roland Ratzenberger y Ayrton Senna en 1994 y Jules Bianchi en 2015.
Al incluir las carreras no puntuables, se suman a la lista Ricardo Rodríguez de la Vega en 1962 y Jo Siffert en 1971. Siete pilotos murieron en pruebas privadas, entre ellos Patrick Depailler en 1980, Elio de Angelis en 1986 y María de Villota en 2013, esta última a causa de las secuelas que le provocara un accidente sufrido en 2012.

## Indy
Varios pilotos murieron en el Campeonato Nacional de la AAA, entre ellos Gaston Chevrolet en 1920, Ted Horn en 1948, Rex Mays en 1949, y Bill Vukovich en 1955.
Desde que la AAA se retirara como ente fiscalizador de carreras de automóviles Indy al inicio de la temporada 1956, ha habido 34 muertes de pilotos como consecuencia de accidentes durante fechas del Campeonato Nacional del USAC, la CART y la IndyCar Series. Dicha lista incluye las muertes de Jimmy Bryan en 1960, Tony Bettenhausen en 1961, Eddie Sachs en 1964, Gonzalo Rodríguez, Greg Moore en 1999, Dan Wheldon en 2011 y Justin Wilson en 2015. También murieron cuatro pilotos en pruebas privadas.
Aproximadamente la mitad de las muertes han ocurrido en el Indianapolis Motor Speedway, donde históricamente se realizaban prácticas durante todo el mes de mayo previo a las 500 Millas de Indianápolis.

## Otros monoplazas
Aparte de la Fórmula 1 y la Indy, doce pilotos murieron en accidentes en Fórmula 2, entre ellos Jim Clark en 1968, Anthoine Hubert en el 2019, y cuatro en diferentes campeonatos de Fórmula 3000.

## Turismos, gran turismos y sport prototipos
21 pilotos murieron en el marco de las 24 Horas de Le Mans, incluyendo tandas de prácticas. El desastre de Le Mans en 1955 fue un choque múltiple que resultó en la muerte del piloto Pierre Levegh y 82 espectadores de la carrera, y generó numerosos efectos en el deporte motor a nivel mundial. Otros pilotos que murieron en Le Mans han sido Lucien Bianchi en 1969, Jo Bonnier en 1972 y Allan Simonsen en 2013.
Otros pilotos que murieron en accidentes al volante de automóviles deportivos han sido Luigi Fagioli en 1952, Alberto Ascari en 1955, Jean Behra en 1959, Paul Hawkins en 1969, Pedro Rodríguez de la Vega y Ignazio Giunti en 1971, Herbert Müller en 1981, Rolf Stommelen en 1983, Stefan Bellof y Manfred Winkelhock en 1985, y Michele Alboreto en 2001.
En la historia de la categoría argentina Turismo Carretera, han muerto más de 120 participantes entre pilotos y navegantes, entre los que figuran pilotos como Héctor Suppici Sedes en 1948, Eusebio Marcilla en 1953, Juan Gálvez en 1963, Oscar Cabalén en 1967, Nasif Estéfano en 1973 (único campeón post mortem en la historia de la categoría), Roberto Mouras en 1992, Osvaldo Morresi en 1994 y Guido Falaschi en 2011.

## Rally y rally raid
En el Campeonato Mundial de Rally hubo 19 muertes de pilotos y copilotos en accidentes. Las más notables fueron las del piloto Attilio Bettega en el Tour de Córcega de 1985 y la dupla Henri Toivonen y Sergio Cresto en la edición 1986. Como consecuencia, la FIA prohibió el uso de los automóviles del Grupo B en rally al finalizar la temporada. En 2005 murió Michael Park, copiloto de Markko Märtin en un choque en el Rally de Gran Bretaña.
En el Rally de los 1000 Lagos de 1981, Franz Wittmann y su copiloto no advirtieron los carteles de fin de etapa cronometrada, y chocaron contra un grupo de autoridades de automovilismo, causando la muerte del presidente de la Federación Finlandesa de Automovilismo, Raul Falin. También murieron espectadores en cuatro carreras del certamen.
Peter Brock murió al despistarse en la Targa West de 2006, y Ove Andersson en un rally histórico en 2008.
En el Rally Dakar murieron 26 competidores, en su mayoría motociclistas. La lista incluye a Fabrizio Meoni en 2005, dos veces ganador de la carrera. En tanto, otras 40 personas han muerto, entre ellos espectadores, peatones, periodistas y pilotos de aeronaves. Richard Sainct, triple ganador del Rally Dakar en motociclietas, murió en el Rally de los Faraones de 2004.

## Stock cars
Ha habido 28 pilotos muertos en la Copa NASCAR, incluyendo pruebas privadas. Entre ellos, se destacan Fireball Roberts y Joe Weatherly en 1964, Neil Bonnett en 1994, y Dale Earnhardt en 2001.
En México, Marcelo Núñez murió en el Desafío Corona en 2004, y Carlos Pardo en la NASCAR México Series en 2009.

## Arrancones
En la National Hot Rod Association han muerto varios pilotos, entre ellos Lee Shepherd en 1985, Blaine Johnson en 1996, Eric Medlen en 2007, Scott Kalitta en 2008 y Bryan Clauson en 2016.

## Otras disciplinas de automovilismo
Ludovico Scarfiotti, piloto de Fórmula 1 y automóviles deportivos, murió en una carrera de montaña en 1968.
En cuanto a automóviles sprint, Jud Larson y Don Branson murieron en choques en 1966, Rich Vogler en 1990, Robbie Stanley en 1994, Jason Leffler en 2013 y Kevin Ward Jr. en 2014.
Dario Resta murió en un choque al intentar batir el récord de velocidad sobre tierra en 1924, Frank Lockhart en 1928, y Bernd Rosemeyer en 1938.

## Motociclismo de velocidad
El Campeonato Mundial de Motociclismo ha tenido 103 pilotos muertos, 36 de ellos en el TT Isla de Man. 30 de los fallecidos corrían en 500cc / MotoGP, 24 en 350cc, 22 en 250cc / Moto2, seis en 125cc, uno en 50cc y 18 en sidecar. Los más recientes fueron Daijiro Kato en 2003, Shoya Tomizawa en 2010, Marco Simoncelli en 2011 y Luis Salom en 2016.
Otros pilotos que han muerto en carreras de motociclismo de velocidad han sido  Bob McIntyre  en 1962 y Joey Dunlop en 2000.

## Otras disciplinas de motociclismo
Mika Ahola murió en 2012 como consecuencias de las lesiones sufridas en enduro en 2011.
El motociclista de estilo libre Jeremy Lusk murió en una competencia en 2009.